# La Famille Cokalane
La Famille Cokalane est une série de bande dessinée scénarisée par René Goscinny en 1961. Les premières histoires sont dessinées par Albert Uderzo, les suivantes par un dessinateur resté anonyme.
La série est composée de seize histoires différentes, non titrées.

## Naissance de la série
La Famille Cokalane est une reprise non avouée de La Famille Moutonet, éphémère série que les auteurs avaient abandonnée après deux courtes histoires publiées deux ans plus tôt dans Tintin : même cadre de famille avec un père, une mère, deux enfants, un grand-père et un petit pavillon de province.
Il s'agit d'une série publicitaire, créée à l'initiative de Pétrole Hahn. Un bandeau publicitaire figure en bas de page dans certaines histoires, et les auteurs se sont ingéniés à faire figurer Pétrole Hahn dans au moins un dessin, tout en racontant de « vraies » histoires sans lien avec le produit et en montrant la marque dont ils devaient faire la réclame en tant qu'élément de décor. La série n'est publiée que dans l'édition française du journal Tintin, la lotion Pétrole Hahn n'étant pas alors distribuée en Belgique.
Particularité de la série : sur seize histoires, sept furent imaginées par des enfants ayant envoyé leur idée de scénario au journal. Leur nom figure près du titre du gag en question.

## Synopsis
La série raconte les mésaventures de la famille Cokalane : les personnages sont mis en scène dans des gags liés à la vie quotidienne. Contrairement à La Famille Moutonet, les parents ont ici un rôle beaucoup plus actif.

## Personnages
- Pépé, le grand-père.
- Anne, sœur de Pierrot et aussi espiègle que lui.
- Pierrot, son petit-fils espiègle.
- Les parents d'Anne et Pierrot, non nommés dans la série.

## Publications
- Journal de Tintin (version française), 1961.
- Les Archives Goscinny Tome I, Vents d'Ouest, 1998.

## Nom
- « Passer du coq à l'âne » est une expression francophone bien connue.
- Le nom Cokalane a aussi été inventé par allusion à la marque Pétrole Hahn, dont la consonance est similaire et dont le logo était un coq.

### Sources
- Les Archives Goscinny, Tome I, Vents d'Ouest, 1998.
- Aymer Chatenet (dir.), Olivier Andrieu et al., Le dictionnaire Goscinny, France, JC Lattès, 2003, 1247 p. (ISBN 978-2-7096-2313-1, OCLC 54965020).